# NGC 1810
NGC 1810 ist die Bezeichnung eines offenen Sternhaufens im Sternbild Dorado. Das Objekt wurde am 24. September 1826 von James Dunlop entdeckt.